# Quatuor Talich

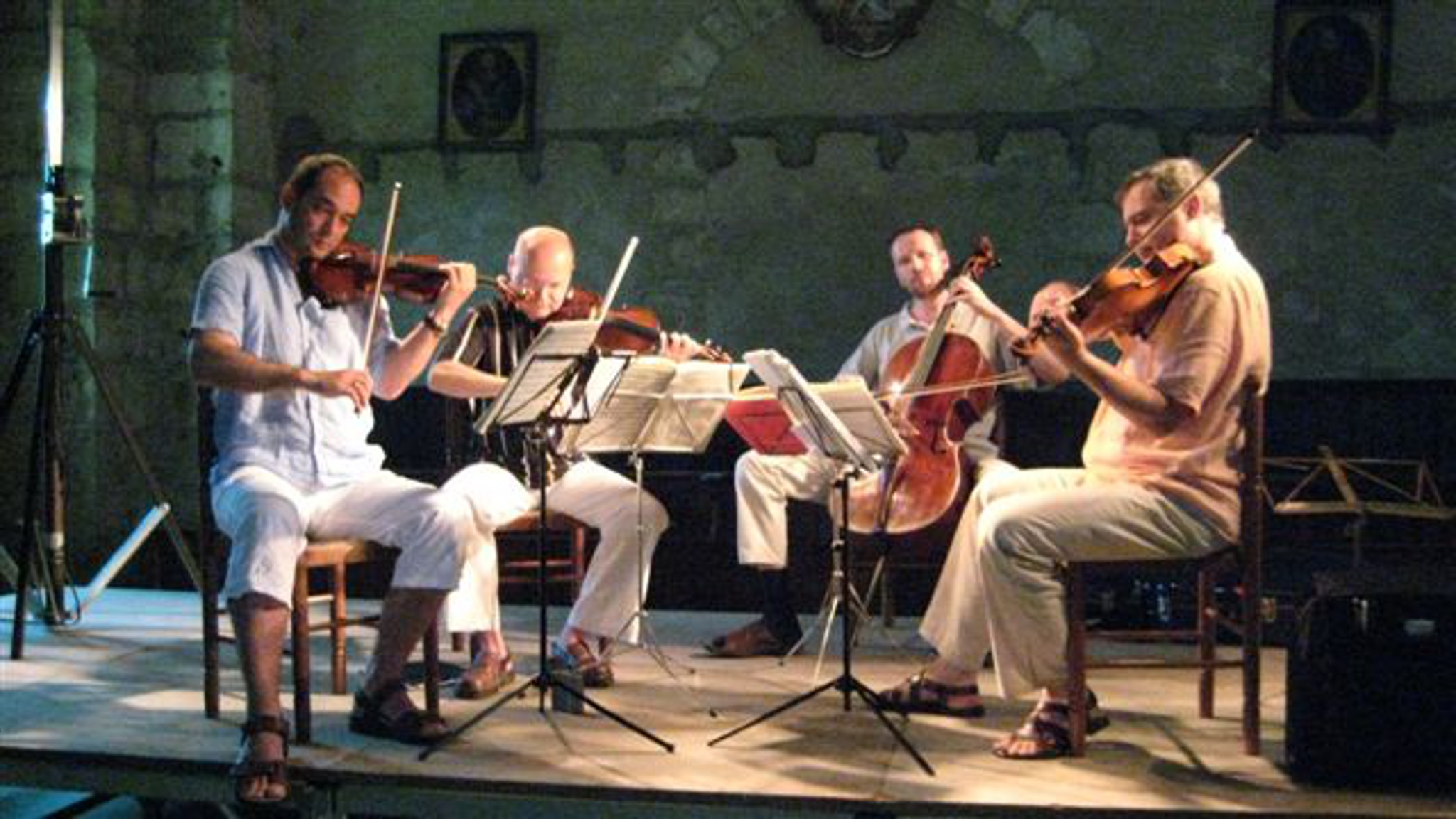
Le Quatuor Talich en répétition à l'église de Verneuil-en-Bourbonnais (Allier) en 2007

Le Quatuor Talich est une formation de quatuor à cordes créée en 1964 par Jan Talich, neveu du chef d'orchestre Václav Talich.

## Historique
Le quatuor se forma durant l'année scolaire 1962-1963 au Conservatoire de Prague sous l'impulsion du professeur Josef Micka qui avait déjà contribué à formation du quatuor Smetana. Par la suite, l'an 1964 fut mentionné comme l'année officielle de la fondation du quatuor. 
De 1962 à 1969, le quatuor était composé de Jan Talich (1er violon), Jan Kvapil (2nd violon), Jiří Najnar (alto), Evžen Rattay (violoncelle). De 1969 à 1972, Karel Doležal était à l'alto.
De 1972 à 1993, le grand violoniste Petr Messiereur prit la place de premier violon, Jan Kvapil et Evžen Rattay restant au second violon et au violoncelle, et Jan Talich passant à l'alto. 
Dans les années 1990, l'ensemble s'est renouvelé et rajeuni, se composant de Jan Talich Junior, Petr Macecek, Vladimír Bukač et Petr Prause. En 2012, Roman Patocka entre dans le quatuor en tant que second violon.

## Répertoire
Le quatuor est connu pour ses interprétations de la musique de chambre classique et romantique (Beethoven, Mozart…), mais est également une référence pour la musique tchèque (Leoš Janáček, Bedřich Smetana, ou encore Antonín Dvořák).

## Discographie sélective
- Ludwig van Beethoven : Les Quatuors à cordes, intégrale (Enregistrements Calliope, 1977 à 1981. Réédition 7CD La Dolce Volta, 2012)
- Ludwig van Beethoven : Quatuor à cordes n° 13 op.130, Grande Fugue en si bémol majeur, op. 133 (Enregistrement Calliope, 1977. Réédition La Dolce Volta, 2014)
- Johannes Brahms : Les 2 Sextuors à cordes n° 1 op.18, n° 2 op.36 (Enregistrements Calliope, 2006 et 2007. Réédition La Dolce Volta, 2014)
- Dmitri Chostakovitch : Quintette pour piano et cordes op.57, Quatuor à cordes n° 8 op.110 (Enregistrement Calliope, 2001. Réédition La Dolce Volta, 2014)
- Claude Debussy : Quatuor à cordes op. 10 ; Maurice Ravel : Quatuor à cordes en Fa majeur (La Dolce Volta, 2012)
- Antonín Dvořák : Quatuors à cordes n° 10 op. 51, n° 11 op.61 (La Dolce Volta, 2015)
- Antonín Dvořák : Quatuor à cordes n° 12, « américain » op.96 ; Quintette à cordes op.97 (Enregistrements Calliope, 2002 et 2006. Réédition La Dolce Volta, 2014)
- Joseph Haydn : Les Sept Dernières Paroles du Christ, Quatuor à cordes Op.51 hob.III: 50-56 (Enregistrement Calliope, 1995. Réédition La Dolce Volta, 2014)
- Leoš Janáček : Quatuors à cordes  no 1 Sonate à Kreutzer, no 2 Lettres intimes ; Erwin Schulhoff : Quatuor à cordes n°1 (Enregistrement Calliope, 2004. Réédition La Dolce Volta, 2015)
- Johannes Wenzeslaus Kalliwoda : Quatuors à cordes n° 1 op. 61, n° 2 op. 62, n° 3 op. 90 (Enregistrement Calliope. Réédition La Dolce Volta, 2014)
- Felix Mendelssohn : Les Quatuors à cordes, intégrale (Enregistrements Calliope, 2000, 2001 et 2003. Réédition 3CD La Dolce Volta, 2013)
- Wolfgang Amadeus Mozart : Les Quatuors à cordes, intégrale (Enregistrements Calliope, 1983 à 1985. Réédition 7CD La Dolce Volta, 2011)
- Wolfgang Amadeus Mozart : Les 6 Quintettes à cordes, intégrale (Enregistrements Calliope, 1990, 1993 et 1995. Réédition 3CD La Dolce Volta, 2012)
- Wolfgang Amadeus Mozart : Eine kleine Nachtmusik K.525, Adagio et fugue en ut mineur K.546, Divertimenti K.136-138 (Enregistrement Calliope, 1977. Réédition La Dolce Volta, 2014)
- Franz Schubert : Quatuor à cordes no 14 en ré mineur "La Jeune Fille et la Mort", D. 810 ; Antonín Dvořák : Quintette à cordes n° 3 B.180 op.97, extraits (Live à Paris, pour le quarantième anniversaire du Quatuor. La Dolce Volta, 2005)
- Bedřich Smetana : Quatuors à cordes n° 1 « De ma vie », n° 2 en ré mineur ; Zdeněk Fibich : Quatuor à cordes n° 1 en la majeur (Enregistrement Calliope. Réédition La Dolce Volta, 2014)